# هامون ماشکل
هامون ماشکل، مشکیل یا مشخیل دریاچه‌ای در مرز ایران و پاکستان و در نزدیکی مشخیل در جنوب غربی ایالت بلوچستان و سراوان در استان سیستان و بلوچستان است. این دریاچه بزرگ‌ترین دریاچه فصلی در پاکستان است و ۸۵ کیلومتر طول و ۳۵ کیلومتر عرض دارد.
هامون ماشکل یکی از خشک‌ترین نقاط پاکستان به‌شمار می‌رود و رودهای ناحیهٔ مرکزی سیستان و بلوچستان ایران را نیز زهکشی می‌کند. ماشکل یا ماشکید، هامون چاه غیبی (گابی) و دریاچه سه دریا، رودهایی اند که به این دریاچه وارد می‌شوند.